# Traite sexuelle au Kirghizistan
La traite sexuelle au Kirghizistan est la traite des êtres humains à des fins d'exploitation sexuelle et d'esclavage qui a lieu au Kirghizistan.

## Description du phénomène
Les victimes de la traite à des fins sexuelles, principalement des femmes et des filles, dans le pays, appartiennent à tous les groupes ethniques du Kirghizistan et peuvent aussi être des personnes étrangères. Les victimes sont victimes de la traite au Kirghizistan et vers d'autres pays d'Asie et différents continents,. Les enfants, les personnes en situation de pauvreté et les migrants sont particulièrement vulnérables au trafic sexuel. Les victimes sont enlevées, dupées, menacées, et/ou forcées à se prostituer et à se marier. Leurs passeports et autres documents sont souvent confisqués. Elles souffrent d'abus physiques et psychologiques et de traumatismes et sont généralement gardées et/ou enfermées dans de mauvaises conditions. Un certain nombre contractent des maladies sexuellement transmissibles à la suite de viols. Parfois, les membres de leur famille sont menacés.
Le gouvernement du Kirghizistan a été critiqué pour ses efforts de lutte contre le trafic sexuel et ses services de protection des victimes, jugés inadéquats. La corruption est un problème et les fonctionnaires et la police ont été complices de trafic sexuel.

## Enlèvements de mariées
Les enlèvements lors desquels les femmes et les filles sont forcées de se marier et de tomber enceintes par la pression de la société, l'intimidation ou la violence, sont considérés comme une forme de trafic sexuel au Kirghizistan. Cette tradition de mariage par enlèvement est nommée « ala Katchuu », ce qui signifie « prendre une jeune femme et fuir ». Ce phénomène concerne 35 à 45% des femmes kirghizes et se produirait environ une fois toutes les 40 minutes. De plus, la pratique de mariage par l’enlèvement se poursuit au fil du temps et faiblit peu. La capitale du pays estime que près de 12 000 femmes sont enlevées par an et plus de 2 000 affirment avoir été violées. Lorsqu’une nouvelle victime est enlevée, l’enlèvement est généralement suivi d’un viol puisque selon les stéréotypes du pays, une femme ou une fille qui n’est plus vierge n’est pas « épousable », elle ne pourrait donc plus être offerte en mariage à quelqu’un d’autre. Au Kirghize, la réputation d’une femme célibataire peut être détruite si elle passe une seule nuit hors de son domicile. Donc, dans le cas d’un enlèvement, sa réputation peut être détruite si elle n’épouse pas son ravisseur, ce qui explique en partie la popularité de cette pratique. En 1994, le parlement a durci la loi dans le but de réduire cette pratique. Les hommes  reconnus coupables de ces crimes risquent 7 ans de prison et si la femme est mineure alors ce sera 10 ans. En réalité, une femme victime sur 700 va rapporter son mariage forcé par enlèvement. Selon le ministre de l’Intérieur kirghize, 64% des policiers du sud du pays pensent que le mariage par enlèvement est normal et 82% d’entre eux pensent que la femme a provoqué l’enlèvement.